# Will Hamacher
Will Jacob Hamacher (* 30. Dezember 1917 in Köln; † 28. Juli 1974) war ein deutscher Kirchenmaler, Filmregisseur und Animator.

## Leben und Werk
Will Hamacher wurde 1917 in Köln geboren und wuchs in einem Kloster auf. Von 1931 bis 1935 studierte er Wand- und Kirchenmalerei. Anschließend war er bis 1938 freischaffender Maler in Aachen. Hamacher wurde zur Wehrmacht eingezogen und geriet im Verlauf des Zweiten Weltkriegs in russische Kriegsgefangenschaft. Als Rotarmist kam er 1945 nach Dresden.
Nach Kriegsende wirkte Hamacher mehrere Jahre als Grafiker am Dresdner Hygienemuseum. Ab 1957 war er als Animator am DEFA-Studio für Trickfilme angestellt. Er arbeitete dort unter anderem für Produktionen von Lothar Barke, Bruno J. Böttge, Klaus Georgi und Christl Wiemer. Ab Mitte der 1960er-Jahre trat er auch als Regisseur in Erscheinung. Sein erster Film für das Kino war Heute kommt der Weihnachtsmann (1964). Es folgten zahlreiche Auftragswerke, u. a. für das Fernsehen der DDR, aber auch für die Akademie der Pädagogischen Wissenschaften der DDR und die DEWAG. In zweiter Ehe war Hamacher ab 1958 mit der Regisseurin Sieglinde Hamacher verheiratet, mit der er in den 1970er-Jahren mehrere Zeichentrickfilme gemeinsam inszenierte.
Will Hamacher starb 1974 im Alter von 56 Jahren an Lungenkrebs. Er wurde auf dem Trinitatisfriedhof in Dresden beerdigt.

## Filmografie (Auswahl)
- 1964: Heute kommt der Weihnachtsmann (Regie)
- 1970: Vater als Casanova (Co-Regie mit Sieglinde Hamacher)
- 1970: Selbstversorger (Co-Regie mit Sieglinde Hamacher)
- 1973: Vater und der Bumerang (Co-Regie mit Sieglinde Hamacher)
- 1974: Vater und der Nachbar (Co-Regie mit Sieglinde Hamacher)